# Goodmania luteola
Goodmania luteola (Parry) Reveal & Ertter – gatunek rośliny z monotypowego rodzaju Goodmania w obrębie rodziny rdestowatych (Polygonaceae Juss.). Występuje naturalnie w południowo-zachodnich Stanach Zjednoczonych – w Kalifornii oraz Nevadzie. 

## Morfologia
PokrójRoślina jednoroczna o pnących pędach.
LiścieUlistnienie jest naprzeciwległe. Ich blaszka liściowa ma kształt od eliptycznego do nerkowatego. Mierzy 2–5 mm długości oraz 2–5 mm szerokości, jest całobrzega, o tępym wierzchołku. Ogonek liściowy jest nagi i osiąga 10–20 mm długości.
KwiatyPromieniste, obupłciowe, zebrane po 9–15 w wierzchotki, rozwijają się na szczytach pędów. Mają 6 żółtych listków okwiatu mierzących 1 mm długości, które tworzą okwiat o kształcie od dzwonkowatego do dzbankowatego. Pręcików jest 9.
OwoceTrójboczne niełupki osiągające 1–2 mm długości.

## Biologia i ekologia
Rośnie w zaroślach, na murawach oraz terenach skalistych. Występuje na wysokości do 2200 m n.p.m. Kwitnie od kwietnia do sierpnia. 

## Ochrona
Goodmania luteola w Nevadzie posiada status gatunku krytycznie zagrożonego, natomiast w Kalifornii uważany jest za narażony.